# This Is What It Feels Like (Gracie Abrams)
This Is What It Feels Like è un EP della cantautrice statunitense Gracie Abrams, pubblicato il 12 novembre 2021 dalla Interscope Records.

## Tracce
1. Feels Like – 2:32 (Gracie Abrams, Blake Slatkin, Omer Fedi)
2. Rockland – 3:37 (Gracie Abrams, Aaron Dessner)
3. For Real This Time – 3:14 (Gracie Abrams, Joel Little, Sarah Aarons)
4. Camden – 4:06 (Gracie Abrams, Aaron Dessner)
5. The Bottom – 3:00 (Gracie Abrams, Blake Slatkin, Omer Fedi, Billy Walsh)
6. Wishful Thinking – 2:41 (Gracie Abrams, Joel Little, Sarah Aarons)
7. Older – 3:07 (Gracie Abrams)
8. Better – 2:51 (Gracie Abrams, Joel Little, Sarah Aarons)
9. Hard to Sleep – 4:15 (Gracie Abrams, Aaron Dessner)
10. Augusta – 3:58 (Gracie Abrams, Aaron Dessner)
11. Painkillers – 2:05 (Gracie Abrams)
12. Alright – 2:24 (Gracie Abrams, Blake Slatkin, Jeremih, Mick Schultz, Keith James)